# Tiverton Town FC
Tiverton Town FC (celým názvem: Tiverton Town Football Club) je anglický fotbalový klub, který sídlí ve městě Tiverton v nemetropolitním hrabství Devon. Založen byl v roce 1913. Od sezóny 2018/19 hraje v Southern Football League Premier Division South (7. nejvyšší soutěž). Klubové barvy jsou žlutá a černá.
Své domácí zápasy odehrává na stadionu Ladysmead s kapacitou 3 500 diváků.

## Získané trofeje
- FA Vase ( 2× )
  - 1997/98, 1998/99
- East Devon Senior Cup ( 7× )
  - 1928/29, 1935/36, 1937/38, 1952/53, 1960/61, 1962/63, 1966/67
- Devon Senior Cup ( 2× )
  - 1955/56, 1965/66

## Úspěchy v domácích pohárech
Zdroj: 
- FA Cup
  - 1. kolo: 1990/91, 1991/92, 1994/95, 1997/98, 2001/02, 2002/03, 2004/05
- FA Trophy
  - 5. kolo: 2000/01
- FA Vase
  - Vítěz: 1997/98, 1998/99

## Umístění v jednotlivých sezonách
Stručný přehled
Zdroj: 
- 1973–1976: Western Football League
- 1976–1981: Western Football League (Premier Division)
- 1981–1989: Western Football League (Division One)
- 1989–1999: Western Football League (Premier Division)
- 1999–2001: Southern Football League (Western Division)
- 2001–2011: Southern Football League (Premier Division)
- 2011–2017: Southern Football League (Division One South & West)
- 2017–2018: Southern Football League (Premier Division)
- 2018– : Southern Football League (Premier Division South)

Jednotlivé ročníky
Zdroj: 
Legenda: Z - zápasy, V - výhry, R - remízy, P - porážky, VG - vstřelené góly, OG - obdržené góly, +/- - rozdíl skóre, B - body, červené podbarvení - sestup, zelené podbarvení - postup, fialové podbarvení - reorganizace, změna skupiny či soutěže
| Sezóny  | Liga                                                 | Úroveň | Z  | V  | R  | P  | VG | OG | +/- | B  | Pozice |
| ------- | ---------------------------------------------------- | ------ | -- | -- | -- | -- | -- | -- | --- | -- | ------ |
| 2009/10 | Southern Football League (Premier Division)          | 7      | 42 | 8  | 12 | 22 | 35 | 61 | -26 | 36 | 19.    |
| 2010/11 | Southern Football League (Premier Division)          | 7      | 40 | 7  | 8  | 25 | 33 | 77 | -44 | 29 | 20.    |
| 2011/12 | Southern Football League (Division One South & West) | 8      | 40 | 16 | 11 | 13 | 52 | 42 | +10 | 59 | 9.     |
| 2012/13 | Southern Football League (Division One South & West) | 8      | 42 | 11 | 14 | 17 | 51 | 58 | -7  | 47 | 16.    |
| 2013/14 | Southern Football League (Division One South & West) | 8      | 42 | 26 | 8  | 8  | 80 | 51 | +29 | 86 | 3.     |
| 2014/15 | Southern Football League (Division One South & West) | 8      | 42 | 13 | 10 | 19 | 60 | 69 | -9  | 49 | 16.    |
| 2015/16 | Southern Football League (Division One South & West) | 8      | 42 | 20 | 13 | 9  | 76 | 44 | +32 | 73 | 8.     |
| 2016/17 | Southern Football League (Division One South & West) | 8      | 42 | 27 | 7  | 8  | 92 | 50 | +42 | 88 | 3.     |
| 2017/18 | Southern Football League (Premier Division)          | 7      | 46 | 24 | 6  | 16 | 78 | 69 | +9  | 78 | 6.     |
| 2018/19 | Southern Football League (Premier Division South)    | 7      | 42 |    |    |    |    |    |     |    |        |